# Filip von Halle
Filip von Halle, także Philippus de Halle  (urodz. ?, zm. ?) – rycerz zakonu krzyżackiego, członek pierwszego poselstwa zakonu na ziemie polskie. 

## Życiorys
Filip związany był z konwentem w Halle, któremu przewodził w latach 1221–1231. 
W roku 1228 stanął na czele trzyosobowego poselstwa, które przybyło do Polski. W skład poselstwa oprócz Filipa von Halle wchodzili: Henryk Böhme oraz Konrad, rycerz nie będący bratem zakonnym. W maju 1228 roku poselstwo krzyżackie dotarło do Mogiły koło Krakowa, gdzie odbyło spotkanie z biskupem pruskim Chrystianem. W dniu 3 maja 1228 roku Krzyżacy uzyskali zgodę od biskupa Chrystiana na pobór dziesięciny z tej części ziemi chełmińskiej, którą zakon wcześniej otrzymał od księcia mazowieckiego Konrada. 
Brak jest jakichkolwiek informacji o pobycie w ziemi chełmińskiej Filipa von Halle oraz poselstwa, którym kierował. 